# Adesmia sanjuanensis
Adesmia sanjuanensis är en ärtväxtart som beskrevs av Arturo Erhardo Erardo Burkart. Adesmia sanjuanensis ingår i släktet Adesmia och familjen ärtväxter. IUCN kategoriserar arten globalt som nära hotad. Inga underarter finns listade i Catalogue of Life.